# Клевцово (Карловское сельское поселение)
Клевцово — деревня в Колпнянском районе Орловской области России. Административный центр Карловского сельского поселения. Население — 398 чел. (2010).

## История
Согласно Закону Орловской области от 19 ноября 2004 года № 448-ОЗ  Клевцово возглавило образованное муниципальное образование Карловское сельское поселение.

## География
Клевцово находится в юго-восточной части Орловской области, в лесостепной зоне, в пределах центральной части Среднерусской возвышенности, в 4 км от административно-территориального центра района - пгт. Колпна. Клевцево состоит из 8 обособленных кварталов. В будущем планируется включение в границы деревни двух участков общей площадью 44,1 га. Первый участок, прилегающий с севера к границе населенного пункта, находится на землях, относящихся к земельному фонду сельских поселений, и предлагается для размещения индивидуальной жилой застройки. Второй участок, который прилегает к южной границе д.Клевцово, расположен в производственной зоне.
Климат
Климат умеренно континентальный; средняя температура января −8,5 °C, средняя температура июля +18,5 °C. Среднегодовая температура воздуха составляет +4,6 °C. Абсолютный минимум температуры воздуха составляет -38°C, а абсолютный максимум +37°C. Годовое количество осадков 500—550 мм, в среднем 515 мм. Количество поступающей солнечной радиации составляет 91-92 ккал/см². По агроклиматическому районированию село, также как и весь район и поселение, относится к южному с коэффициентом увлажнения 1,2-1,3.
Часовой пояс
деревня Клевцово, как и вся Орловская область, находится в часовой зоне МСК (московское время). Смещение применяемого времени относительно UTC составляет +3:00.

## Население
| 2002 | 2010 |
| ---- | ---- |
| 436  | ↘398 |

Национальный состав
Согласно результатам переписи 2002 года, в национальной структуре населения русские составляли  94 % от общей численности населения в  436 жителей

## Инфраструктура
Детский сад, фактическая загрузка - 4895, число посещений в одну смену составляет 50, год постройки здания — 1990.
Средняя школа, работающая в одну смену, фактическая загрузка составляет 47%, среднегодовая численность составляет — 495, год постройки здания — 1959; процент износа здания — 20.
Фельдшерско-акушерский пункт, год постройки здания — 1950, %  износа здания — 50, учреждение работает в одну смену, число посещений в смену составляет 10-12 человек.
Отделение почтовой связи, год постройки здания – 1970, процент износа здания – 40, учреждение работает в одну смену, число посещений в смену составляет 5-30 человек.
Личное подсобное хозяйство с зоной сельскохозяйственного использования, индивидуальная застройка усадебного типа. Свыше 20 домов газифицированы.  Газопровод низкого давления обслуживает Орловский филиал ОАО «Газпромрегионгаз» Колпнянский РЭУ .
Новое жилищное строительство запланировано за счет размещения преимущественно индивидуальных домов усадебного типа с полным комплексом социальной и инженерно-транспортной инфраструктур на территориях, планируемых к выведению из земель сельскохозяйственного назначения в северной части деревни .
Водозабор осуществляется тремя скважинами .

## Транспорт
А\д   Колпны – Клевцово (54 ОП РЗ 54К-122). 
Автомобильные дороги общего пользования местного значения:
- 54-223 ОП МР 223С-45 Клевцово – Александровка;
- 54-223 ОП МР 223С-46 Клевцово - Хорошевка [4].